# Coppa del Mondo di snowboard 2008
La stagione della Coppa del Mondo di snowboard 2008 è la quattordicesima edizione della manifestazione organizzata dalla Federazione Internazionale Sci; è iniziata il 1 settembre 2007 a Cardrona in Nuova Zelanda e si è conclusa il 16 marzo 2008 in Val Malenco in Italia.
Si sono disputate 35 gare maschili (8 giganti paralleli, 4 slalom paralleli, 9 snowboard cross, 8 halfpipe e 6 big air) e 29 femminili (8 giganti paralleli, 4 slalom paralleli, 9 snowboard cross, e 8 big air).
Alla fine della stagione la Coppa del Mondo generale è maschile è stata vinta dallo snowboarder austriaco Benjamin Karl, mentre quella femminile all'olandese Nicolien Sauerbreij.

## Uomini

### Risultati
| Data       | Luogo           | Spec. | Primo              | Secondo              | Terzo              |
| ---------- | --------------- | ----- | ------------------ | -------------------- | ------------------ |
| 01/09/2007 | Cardrona        | HP    | Ryō Aono           | Jurij Podladčikov    | Rolf Feldmann      |
| 26/09/2007 | Valle Nevado    | SBX   | Stian Sivertzen    | Robert Fagan         | Drew Neilson       |
| 29/09/2007 | Valle Nevado    | SBX   | Pierre Vaultier    | Stian Sivertzen      | Xavier de Le Rue   |
| 07/10/2007 | Rotterdam       | BA    | Peetu Piiroinen    | Stefan Gimpl         | Antti Autti        |
| 12/10/2007 | Landgraaf       | PSL   | Mathieu Bozzetto   | Siegfried Grabner    | Marc Iselin        |
| 20/10/2007 | Sölden          | PGS   | Rok Flander        | Daniel Biveson       | Adam Smith         |
| 02/11/2007 | Saas Fee        | HP    | Jurij Podladčikov  | Janne Korpi          | Christian Haller   |
| 17/11/2007 | Stoccolma       | BA    | Janne Korpi        | Risto Mattila        | Sami Saarenpää     |
| 08/12/2007 | Limone Piemonte | PGS   | Manuel Veith       | Daniel Biveson       | Matthew Morison    |
| 16/12/2007 | Nendaz          | PSL   | Mathieu Bozzetto   | Rok Flander          | Roland Haldi       |
| 22/12/2007 | Sofia           | BA    | Stefan Gimpl       | Janne Korpi          | Matevž Petek       |
| 05/01/2008 | Graz            | BA    | Stefan Gimpl       | Matti Kinnunen       | Petja Piiroinen    |
| 09/01/2008 | Bad Gastein     | PSL   | Mathieu Bozzetto   | Benjamin Karl        | Rok Marguč         |
| 13/01/2008 | Bad Gastein     | SBX   | Mario Fuchs        | Shaun Palmer         | Mateusz Ligocki    |
| 19/01/2008 | La Molina       | PGS   | Andreas Prommegger | Anton Unterkofler    | Tyler Jewell       |
| 20/01/2008 | La Molina       | PSL   | Rok Flander        | Benjamin Karl        | Andreas Prommegger |
| 27/01/2008 | Bardonecchia    | HP    | Manuel Pietropoli  | Markus Malin         | Peetu Piiroinen    |
| 01/02/2008 | Leysin          | SBX   | Mario Fuchs        | David Speiser        | Lukas Grüner       |
| 09/02/2008 | Mosca           | BA    | Stefan Gimpl       | Roope Tonteri        | Sindre Iversen     |
| 15/02/2008 | Sungwoo         | SBX   | Pierre Vaultier    | Nate Holland         | Mateusz Ligocki    |
| 16/02/2008 | Sungwoo         | HP    | Ryō Aono           | Gregory Bretz        | Jurij Podladčikov  |
| 17/02/2008 | Sungwoo         | PGS   | Benjamin Karl      | Roland Haldi         | Heinz Inniger      |
| 22/02/2008 | Gujo            | SBX   | Graham Watanabe    | Stian Sivertzen      | Alex Pullin        |
| 23/02/2008 | Gujo            | HP    | Kazuumi Fujita     | Jeff Batchelor       | Gregory Bretz      |
| 24/02/2008 | Gujo            | PGS   | Jasey-Jay Anderson | Roland Fischnaller   | Matthew Morison    |
| 29/02/2008 | Calgary         | HP    | Brad Martin        | Jeff Batchelor       | Tore Holvik        |
| 01/03/2008 | Lake Placid     | SBX   | Nick Baumgartner   | Drew Neilson         | Tom Velisek        |
| 03/03/2008 | Lake Placid     | PGS   | Mathieu Bozzetto   | Tyler Jewell         | Benjamin Karl      |
| 07/03/2008 | Stoneham        | SBX   | Pierre Vaultier    | Paul-Henri de Le Rue | Vincent Valery     |
| 08/03/2008 | Stoneham        | PGS   | Benjamin Karl      | Andreas Prommegger   | Matthew Morison    |
| 09/03/2008 | Stoneham        | HP    | Gregory Bretz      | Brad Martin          | Nathan Johnstone   |
| 13/03/2008 | Valmalenco      | SBX   | Mateusz Ligocki    | Pierre Vaultier      | Vincent Valery     |
| 14/03/2008 | Valmalenco      | BA    | Kim-Rune Hansen    | Gjermund Bråten      | Stefan Gimpl       |
| 15/03/2008 | Valmalenco      | PGS   | Matthew Morison    | Roland Fischnaller   | Justin Reiter      |
| 16/03/2008 | Valmalenco      | HP    | Crispin Lipscomb   | Jurij Podladčikov    | James Hamilton     |

Legenda: 

PGS = Slalom gigante parallelo 

PSL = Slalom parallelo 

SBX = Snowboard cross 

HP = Halfpipe 

BA = Big air

### Classifiche

#### Classifica generale
| Pos. | Nome               | Nazione | Punti |
| ---- | ------------------ | ------- | ----- |
| 1    | Benjamin Karl      | Austria | 6290  |
| 2    | Mathieu Bozzetto   | Francia | 6100  |
| 3    | Pierre Vaultier    | Austria | 5180  |
| 4    | Andreas Prommegger | Austria | 4960  |
| 5    | Stefan Gimpl       | Austria | 4640  |

#### Parallelo
| Pos. | Nome               | Nazione  | Punti |
| ---- | ------------------ | -------- | ----- |
| 1    | Benjamin Karl      | Austria  | 6290  |
| 2    | Mathieu Bozzetto   | Francia  | 6100  |
| 3    | Andreas Prommegger | Austria  | 4960  |
| 4    | Matthew Morison    | Canada   | 4490  |
| 5    | Rok Flander        | Slovenia | 3918  |

#### Snowboard cross
| Pos. | Nome            | Nazione     | Punti |
| ---- | --------------- | ----------- | ----- |
| 1    | Pierre Vaultier | Austria     | 5180  |
| 2    | Stian Sivertzen | Norvegia    | 4180  |
| 3    | Mario Fuchs     | Austria     | 3440  |
| 4    | Graham Watanabe | Stati Uniti | 2990  |
| 5    | Drew Neilson    | Canada      | 2728  |

#### Halfpipe
| Pos. | Nome              | Nazione     | Punti |
| ---- | ----------------- | ----------- | ----- |
| 1    | Jurij Podladčikov | Svizzera    | 3700  |
| 2    | Gregory Bretz     | Stati Uniti | 2620  |
| 3    | Jeff Batchelor    | Canada      | 2250  |
| 4    | Sergio Berger     | Svizzera    | 2170  |
| 5    | Brad Martin       | Canada      | 2040  |

#### Big air
| Pos. | Nome            | Nazione   | Punti  |
| ---- | --------------- | --------- | ------ |
| 1    | Stefan Gimpl    | Austria   | 4640   |
| 2    | Janne Korpi     | Finlandia | 2200   |
| 3    | Matevž Petek    | Slovenia  | 1980   |
| 4    | Petja Piiroinen | Finlandia | 1402   |
| 5    | Kim-Rune Hansen | Norvegia  | 1398,8 |

#### Classifica per nazioni
| Pos. | Nazione     | Punti |
| ---- | ----------- | ----- |
| 1    | Austria     | 33949 |
| 2    | Canada      | 29133 |
| 3    | Svizzera    | 27810 |
| 4    | Stati Uniti | 25370 |
| 5    | Francia     | 19246 |

## Donne

### Risultati
| Data       | Luogo           | Spec. | Prima                  | Seconda               | Terza                |
| ---------- | --------------- | ----- | ---------------------- | --------------------- | -------------------- |
| 01/09/2007 | Cardrona        | HP    | Manuela Pesko          | Lindsey Jacobellis    | Clair Bidez          |
| 26/09/2007 | Valle Nevado    | SBX   | Lindsey Jacobellis     | Maëlle Ricker         | Doresia Krings       |
| 29/09/2007 | Valle Nevado    | SBX   | Maëlle Ricker          | Mellie Francon        | Dominique Maltais    |
| 12/10/2007 | Landgraaf       | PSL   | Amelie Kober           | Heidi Neururer        | Nicolien Sauerbreij  |
| 21/10/2007 | Sölden          | PGS   | Marion Kreiner         | Heidi Neururer        | Nicolien Sauerbreij  |
| 02/11/2007 | Saas Fee        | HP    | Kjersti Buaas          | Xu Chen               | Manuela Pesko        |
| 08/12/2007 | Limone Piemonte | PGS   | Heidi Neururer         | Ekaterina Tudegeševa  | Carmen Ranigler      |
| 16/12/2007 | Nendaz          | PSL   | Julia Dujmovits        | Heidi Neururer        | Nicolien Sauerbreij  |
| 09/01/2008 | Bad Gastein     | PSL   | Nicolien Sauerbreij    | Anke Karstens         | Doris Günther        |
| 13/01/2008 | Bad Gastein     | SBX   | Lindsey Jacobellis     | Mellie Francon        | Tanja Frieden        |
| 19/01/2008 | La Molina       | PGS   | Nicolien Sauerbreij    | Claudia Riegler       | Marion Kreiner       |
| 20/01/2008 | La Molina       | PSL   | Heidi Neururer         | Nicolien Sauerbreij   | Claudia Riegler      |
| 27/01/2008 | Bardonecchia    | HP    | Anne-Sophie Pellissier | Queralt Castellet     | Sophie Rodriguez     |
| 01/02/2008 | Leysin          | SBX   | Helene Olafsen         | Diane Thermoz-Liaudyn | Tanja Frieden        |
| 15/02/2008 | Sungwoo         | SBX   | Maëlle Ricker          | Lindsey Jacobellis    | Mellie Francon       |
| 16/02/2008 | Sungwoo         | HP    | Liu Jiayu              | Sōko Yamaoka          | Lindsey Jacobellis   |
| 17/02/2008 | Sungwoo         | PGS   | Doris Günther          | Nicolien Sauerbreij   | Svetlana Boldykova   |
| 22/02/2008 | Gujo            | SBX   | Maëlle Ricker          | Zoe Gillings          | Mellie Francon       |
| 23/02/2008 | Gujo            | HP    | Sun Zhifeng            | Sōko Yamaoka          | Manuela Pesko        |
| 24/02/2008 | Gujo            | PGS   | Nicolien Sauerbreij    | Julia Dujmovits       | Ekaterina Tudegeševa |
| 29/02/2008 | Calgary         | HP    | Liu Jiayu              | Xu Chen               | Sophie Rodriguez     |
| 01/03/2008 | Lake Placid     | SBX   | Lindsey Jacobellis     | Maëlle Ricker         | Dominique Maltais    |
| 03/03/2008 | Lake Placid     | PGS   | Svetlana Boldykova     | Fränzi Mägert-Kohli   | Heidi Neururer       |
| 07/03/2008 | Stoneham        | SBX   | Lindsey Jacobellis     | Maëlle Ricker         | Mellie Francon       |
| 08/03/2008 | Stoneham        | PGS   | Nicolien Sauerbreij    | Ekaterina Tudegeševa  | Doris Günther        |
| 09/03/2008 | Stoneham        | HP    | Manuela Pesko          | Sarah Conrad          | Queralt Castellet    |
| 13/03/2008 | Valmalenco      | SBX   | Sandra Frei            | Aleksandra Žekova     | Dominique Maltais    |
| 15/03/2008 | Valmalenco      | PGS   | Anke Karstens          | Michelle Gorgone      | Claudia Riegler      |
| 16/03/2008 | Valmalenco      | HP    | Manuela Pesko          | Queralt Castellet     | Sun Zhifeng          |

Legenda: 

PGS = Slalom gigante parallelo 

PSL = Slalom parallelo 

SBX = Snowboard cross 

HP = Halfpipe

### Classifiche

#### Classifica generale
| Pos. | Nome                | Nazione     | Punti |
| ---- | ------------------- | ----------- | ----- |
| 1    | Nicolien Sauerbreij | Paesi Bassi | 8260  |
| 2    | Lindsey Jacobellis  | Stati Uniti | 7420  |
| 3    | Heidi Neururer      | Austria     | 6560  |
| 4    | Doris Günther       | Austria     | 6550  |
| 5    | Maëlle Ricker       | Canada      | 6090  |

#### Parallelo
| Pos. | Nome                | Nazione     | Punti |
| ---- | ------------------- | ----------- | ----- |
| 1    | Nicolien Sauerbreij | Paesi Bassi | 8260  |
| 2    | Heidi Neururer      | Austria     | 6560  |
| 3    | Claudia Riegler     | Austria     | 4610  |
| 4    | Doris Günther       | Austria     | 4520  |
| 5    | Swetlana Boldikowa  | Russia      | 4110  |

#### Snowboard cross
| Pos. | Nome               | Nazione     | Punti |
| ---- | ------------------ | ----------- | ----- |
| 1    | Maëlle Ricker      | Canada      | 6090  |
| 2    | Lindsey Jacobellis | Stati Uniti | 5700  |
| 3    | Mellie Francon     | Svizzera    | 4710  |
| 4    | Dominique Maltais  | Canada      | 3840  |
| 5    | Helene Olafsen     | Norvegia    | 3570  |

#### Halfpipe
| Pos. | Nome              | Nazione  | Punti |
| ---- | ----------------- | -------- | ----- |
| 1    | Manuela Pesko     | Svizzera | 4700  |
| 2    | Liu Jiayu         | Cina     | 3950  |
| 3    | Queralt Castellet | Spagna   | 2970  |
| 4    | Xu Chen           | Cina     | 2630  |
| 5    | Sun Zhifeng       | Cina     | 2570  |

#### Classifica per nazioni
| Pos. | Nome        | Nazione | Punti |
| ---- | ----------- | ------- | ----- |
| 1    | Austria     | 31950   |       |
| 2    | Svizzera    | 27678   |       |
| 3    | Canada      | 19753   |       |
| 4    | Stati Uniti | 15408   |       |
| 5    | Francia     | 13217   |       |